# Idioma tunica
El idioma tunica (también llamado tonica o menos comúnmente yuron)  es una lengua aislada de América del Norte, que se habló en la parte central y baja del Valle del Misisipi en los Estados Unidos por el pueblo tunica. En la actualidad no quedan hablantes nativos de esta lengua, aunque entre los tunica acutales unas 32 personas la hablan como segunda lengua.

## Historia
William Ely Johnson miembro del grupo étnico Tunica-Bioxi trabajó con el etnólogo suizo Albert Gatschet en un esfuerzo de este último por documentar esta lengua, en 1886. Esta documentación inicial fue ampliada por el lingüista John R. Swanton en la primera década del siglo XX.
El último hablante que tenía esta lengua por lengua materna, Sesostrie Youchigant, murió en 1948. En los años 1930, la lingüista Mary Haas trabajó con él para registrar lo que Youchigant recordaba de la lengua y su descripción fue publicada en su libro A Grammar of the Tunica Language en 1941. Este libro fue seguido por Tunica Texts en 1950 y un diccionario Tunica Dictionary en 1953.
Hacia el siglo XVIII, el pueblo tunica había sufrida un gran número de bajas debido a infecciones traídas por los europeos, así como la guerra y el trastocamiento de su estructura social. Los sobrevivientes de la tribu tunica vivieron cerca de las tribus ofo y avoyelles, en lo actualmente es el estado de Lusiana. Estos grupos se comunicaban mediante pidgino mobiliano o directamente en francés. La pequeña población de tunics y el uso de un pidgin produjeron una erosión de la estructura del tunica, tal como observó Haas.

## Aspectos sociales y culturales

### Intentos de revitalización
En 2010, la tribu de los Tunica-Biloxi inició un proyecto de revitalización junto con el programa de lingüísitca de la Universidad de Tulane con el objeto de promover y rescatar el uso de la lengua tunica. Tribal members read from a new children's book in Tunica at a 2010 pow wow.
Aunque únicamente cerca de la mitad de los miembros de este grupo étnico viven cerca de la reserva india, en Parroquia de Avoyelles. El programa de revitalización de la lengya y cultur ade los Tunica-Biloxi usa seminarios web para enseñar la lengua a aquellos que no viven cerca de la reserva.

## Descripción lingüística

### Fonología[7]

#### Vocales
El tunica tiene siete timbres vocálicos, todos ellos aparecen como vocales breves pero pueden aparecer alargadaos en sílaba tónica. Todos ellos tienen sonoridad plena, excepto /u/ que al final de un sitagma en una palabra átona con cierta melodía en la penúltima o última sílaba de una palabra. Las melodías pueden ser alta, bajo, ascendente, descendente o descendente-ascendente.
| No-redondeada | No-redondeada | Redondeada | Redondeada |
|               | Anterior      | Media      | Posterior  |
| ------------- | ------------- | ---------- | ---------- |
| Cerrada       | i             |            | u          |
| Mediocerrada  | e             |            | o          |
| Medioabierta  | ɛ             |            | ɔ          |
| Abierta       |               | a          |            |
Las vocales pueden aparecer siguiendo o precediendo a una constante, pero nunca adyacente a otra vocal. Además /i/, /a/ y /u/ pueden aparecer en cualquier posición, pero las otras aparecen sólo en sílabas tónicas. Las vocales típicamente no aparecen al final, y cuando una vocal precede a n en la misma sílaba, se articula como vocal nasalizada.

### Consonantes
Las transcripciones fonéticas presentadas a cotninuación, representan el sistema pensado por Mary Haas en su trabajo sobre el tunica. Los equivalentes del AFI se dan en paréntesis al lado de cada consonante:
|             |             | Labial | Alveolar | Palatal | Velar | Glotal |
| ----------- | ----------- | ------ | -------- | ------- | ----- | ------ |
| oclusiva    | sorda       | p [p]  | t [t̻]    | č [t͡ʃ]  | k [k] | ʔ [ʔ]  |
| oclusiva    | sonora      | b [b]  | d [d]    |         | g [ɡ] |        |
| Fricativa   | Fricativa   | f [f]  | s [s]    | š [ʃ]   |       | h [h]  |
| Nasal       | Nasal       | m [m]  | n [n]    |         |       |        |
| Rótica      | Rótica      |        | r [r]    |         |       |        |
| Aproximante | Aproximante | w [w]  | l [l]    | y [j]   |       |        |

Las consonantes /p/, /t/, /k/ y /t͡ʃ/ siempre son aspiradas a menos que aparezcan antes de /ʔ/, en cuyo caso son no-aspiradas. Por otra parte, /b/, /d/, and /g/ 
no aparecen frecuentemente, como sucede con /f/. Las fricativas /s/ y /š/ se pronuncian con más estridencia que en inglés y /ʔ/ tendría una oclusión mayor. Las semivocales /j/ y /w/ son siempre sonoras, como lo es la nasal /m/. Por otra parte /n/, /l/ y /r/ pueden ser sonoras o sordas. Las consonantes /l/ y /r/ son sonoras entre vocales, ante /ʔ/ o ante continuantes. Sin embargo, son sordas ante de consonantes sordas excepto /ʔ/ o al final de la frase: ši'lka 'mirlo', ši'hkal 'piedra'. De manera similar, /n/ es sonora entre vocales y antes de /ʔ/ y es sorda al final de palabra o ante consonante sorda, excepto /ʔ/.

#### Prosodia
El tunica tiene tanto sílabas tónicas como átonas, teniendo las sílabas tónicas un tono más elevado que las otras sílabas dependiendo de la posición dentro de la palabra y la oración. La primera sílaba tónica de una oración típicamente se articula con un tono ligeramente más alto que las otras sílabas de tono alto. La melodía del final de la frase determina muchas cosas sobre la acentuación del resto de la acentuación: cuando hay una melodía alta, la última sílaba es alrededor de un tercio más alta que penúltima sílaba. La primera sílaba tónica es usualmente más alta que las sílabas siguientes, con la excepción de la última. Todas las demás sílabas no pueden llevar tono, y lo mismo sucede con las sílabas átonas. Por ejemplo, ta'čiyak ʔura'pʔikʔahčá 'matarás a la ardilla' muestra la melodía. ta'- is a tiene un tono más alto que  las sílabas que siguen con la excepción de -čá.

#### Procesos fonológicos
En tunica, toda sílaba empieza con una alguna consonante simple. En medio de palabra pueden aparecer consonantes dobles o triples, pero a final de palabra no pueden aparecer más de dos consonantes. El grupo fonético menor dentro del tunica es un sintagma, una palabra y un sintagma pueden diferenciarse por ciertos procesos fonológicos.